# Çamköy (Buldan)
Çamköy ist ein Dorf im Landkreis Buldan der türkischen Provinz Denizli. Çamköy liegt etwa 63 km nordwestlich der Provinzhauptstadt Denizli und 23 km nordöstlich von Buldan. Çamköy hatte laut der letzten Volkszählung 222 Einwohner (Stand Ende Dezember 2010).